# Calling You
Singles de Jevetta Steele
I Say a Little Prayer
(1992)
Calling You est une chanson composée par Bob Telson et enregistrée par Jevetta Steele sur la bande originale du film Bagdad Café en 1987. Bob Telson a également enregistré sa propre version, les deux apparaissant sur l'album du film en 1987. Elle est nommée à l'Oscar de la meilleure chanson originale lors de la 61e cérémonie des Oscars.

## Version de Céline Dion
Singles de Céline Dion
Only One Road
(1994) Pour que tu m'aimes encore
(1995)
Céline Dion reprend Calling You de nombreuses fois au cours de ses spectacles entre 1990 et 1996. La performance de 1994 enregistrée à l'Olympia à Paris est incluse sur l'album live de la chanteuse À l'Olympia et en est le seul single sorti décembre 1994.
Dans la première moitié des années 1990, Céline Dion interprète Calling You au cours de ses tournées : Unison Tour, Céline Dion en concert, The Colour of My Love Tour et D'eux Tour. Elle la chante également en direct dans quelques émissions de télévision au cours de ces années.
La performance 1991 au Winter Garden Theatre de Toronto est gravée sur la vidéo Unison. Celle de 1994 à l'Olympia est présente sur À l'Olympia et la performance 1995 au Zénith de Paris est incluse sur le DVD Live à Paris. La chanson Calling You captée à Olympia est également utilisée comme face B sur les singles de la chanteuse canadienne Only One Road et Pour que tu m'aimes encore.
Le single Calling You sort en France le 19 décembre 1994. Il entre dans le French Top 100 Singles Chart la dernière semaine de 1994, devenant no 75. Calling You quitte le classement après cinq semaines. Jose F. Promis de AllMusic considère la version de Céline Dion de ce titre unique et salue sa voix en la qualifiant de « merveille technique ».

## Version de Jeff Buckley
Le chanteur et guitariste Jeff Buckley en donne une version solo intimiste lors de ses concerts au pub irlandais Sin-é à New York, à l'été 1993. Un enregistrement figure sur le double disque Live at Sin-é.

## Formats et pistes
CD single français
1. Calling You (live) – 4:04
2. Le fils de Superman (live) – 4:27

## Classement
| Chart (1994)  | Classement |
| ------------- | ---------- |
| France (SNEP) | 75         |